# Означивающая обезьяна
Озна́чивающая обезья́на (англ. Signifying monkey) — персонаж афроамериканского фольклора, восходящий к фигуре западноафриканского трикстера Эшу, богу плодородия из мифологии племени йоруба. Трикстер принимает на себя роль посредника между двумя мирами (божественным и земным), связывает истину с её пониманием, текст с его интерпретацией.
Означивающая обезьяна не только новое воплощение «посредника» и трансформация образа Эшу на американской почве. Рабы были вынуждены учить язык своих хозяев, чтобы понимать друг друга: белые намеренно старались брать на плантации африканцев из разных племен, а языки племен Африки очень сильно различались. Таким образом, языком хозяев и языком рабов стал английский. Однако это были два разных английских: там, где белый человек говорил прямо, афроамериканец использовал подтекст, намёк.
Образ означивающей обезьяны является ироническим переосмыслением и перевертыванием расистского представления о неграх как об обезьянах, распространённого в культуре белых периода колонизации. Для рабов данный образ стал воплощением героя-хитреца, который играл словами, использовал тропы, обретая благодаря этому голос и выражая себя, и тем самым он символизировал собой амбивалентность языка. Соответственно, практика «означивания» (signifyin(g)), будучи тропом раба, состояла в использовании намёков, двусмысленностей (часто даже обмана), многозначности и была направлена на то, чтобы максимально зашифровать истинное содержание высказывания.
Многочисленные песни и рассказы показывают отношения означивающей обезьяны с её друзьями — Львом и Слоном. В целом рассказы изображают то, как означивающая обезьяна оскорбляет и дразнит Льва, но утверждает, что только повторяет слова Слона. Тогда Лев борется со Слоном, но проигрывает и понимает, что обезьяна была означивающей (signifyin(g)), то есть обманывала его.
Исследователь Г. Л. Гейтс находит истоки означивающей обезьяны в традиционных религиях самых разных стран и культур — на Кубе, в США, Мексике, Африке. Особенно важной представляется трюковая природа этого героя-рассказчика, постепенно превращающегося из собственно героя в движущую силу самого повествования, процесса «рассказывания» как такового. В западной мифологической иерархии она соответствует западному Гермесу — посланцу богов, интерпретатору их воли. Эта метафора находит соответствия отнюдь не только в афроамериканской традиции, но и в творчестве других писателей «пограничья» (например, Мэксин Хонг Кингстон, чей герой Уитмен А-Синг из романа «Клоун-обезьянка. Его фальшивая книга» прямо назван «королём обезьян» и носит многие черты «сигнифицирующей мартышки» Гейтса).

## Теория означиванияГенри Луиса Гейтса
Афроамериканская литература развивалась на базе традиций афроамериканского фольклора и литературной традиции США и вобрала их главные особенности. Проблема происхождения афроамериканской литературы и её «двухголосости» ставится, например, в книге Г. Л. Гейтса «Означивающая обезьяна: Теория афроамериканской литературной критики» (The Signifying Monkey: A Theory of African-American Literary Criticism, 1988), где в качестве главной особенности афроамериканского фольклора выбирается фигура трикстера — означивающей обезьяны, а в качестве основного свойства афроамериканской литературной традиции — троп «означивания».
Понятие «означивания», предложенное Гейтсом, заимствовано им как раз из имени героя-трикстера афроамериканской культуры, означивающей обезьяны (signifying monkey). В отношении текста означивающая обезьяна является его интерпретатором, превращаясь в повествовательную функцию. «Означивание» подразумевает под собой множество традиционных литературных тропов, однако основная задача автора, использующего эти тропы, затемнить содержание текста, сделать его понятным только для «своего» читателя — эта традиция возникла с появлением первых произведений афроамериканской литературы.
Под «означиванием» понимается, во-первых, переосмысление афроамериканскими писателями произведений предшествующих афроамериканских авторов: каждый афроамериканский текст апеллирует к предыдущим афроамериканским текстам. Во-вторых, означивание связано с такими понятиями афроамериканской литературной традиции, как приём «вызова и ответа» (call-and-response) и повторение. Эти понятия пришли в литературу из афроамериканской музыкальной традиции, они используются в теории афроамериканской музыки, в частности в теории блюза и джаза.